# Petrophila jalapalis
Petrophila jalapalis là một loài bướm đêm trong họ Crambidae.